# Tachenhausen
Tachenhausen ist ein zur Gemeinde Oberboihingen im Landkreis Esslingen in Baden-Württemberg gehörendes Hofgut.

## Geographie
Tachenhausen liegt rund einen Kilometer östlich des Ortszentrums auf etwa 330 m ü. NHN auf einem Hochplateau über dem Neckartal.

## Geschichte

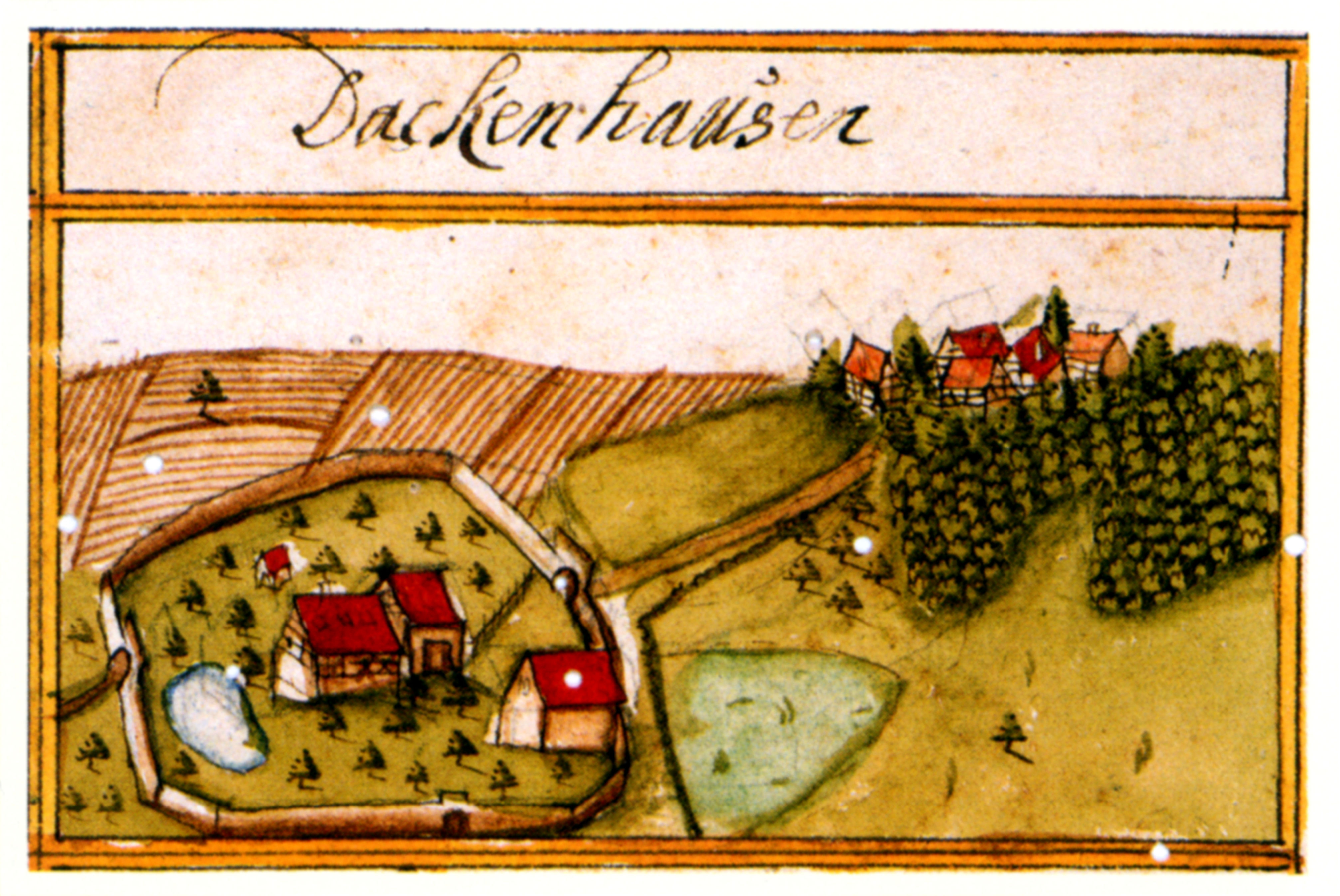
Tachenhausen 1683 im Kieserschen Forstlagerbuch

Tachenhausen (vermutlich vom Personennamen Tacho) war ursprünglich eine Burg mit einem Weiler. Die Burg wurde vermutlich von Kraft von Sperberseck Mitte des 13. Jahrhunderts südlich des heutigen Hofes auf einem Bergsporn gebaut. Die erste Erwähnung erfolgte 1274 als Tachenhusen, damals bürgte Friedrich von Tachenhausen neben Ritter Berthold von Sperberseck für den Verkauf eines Hofes in Zazenhausen an das Spital in Esslingen. Die Herren von Tachenhausen waren vermutlich Lehensmannen der Herzöge von Teck. Vor 1353 verkauften sie die Burg an die Swelher (Schweler vom Wielandstein), die Ministerialen der Herzöge von Teck waren. Die Schweler übernahmen neben der Burg auch den Namen von Tachenhausen. Sie errichteten eine erstmals 1391 erwähnte Marienkapelle, die als Wallfahrtsstätte vielbesucht war. Die Burg war um 1400 bereits abgegangen. 1481 wurde die Marienkapelle vom Haus Württemberg zur Pfarrkirche erhoben. 1486 gründeten die Grafen von Württemberg am Fuß des Burg- und Kapellenhügels ein Chorherrenstift für die aus den Niederlanden gekommenen Kanoniker vom gemeinsamen Leben. 1516 hob Herzog Ulrich von Württemberg auf Drängen der Landstände das Stift auf. Nach der Reformation ließ er 1538 Stift und Kirche abbrechen. Die Stiftsgüter (den Burgstall- oder oberen Hof und den Kloster- oder unteren Hof) erwarb 1526 die Stadt Nürtingen für ihr Spital. Der untere Hof wurde zwischen 1829 und 1838 abgerissen.
Bis 1961 wurde der Tachenhäuser Hof mit einer Größe von rund 110 Hektar von der Stadt Nürtingen verpachtet und landwirtschaftlich genutzt.

## Lehr und Versuchsgut

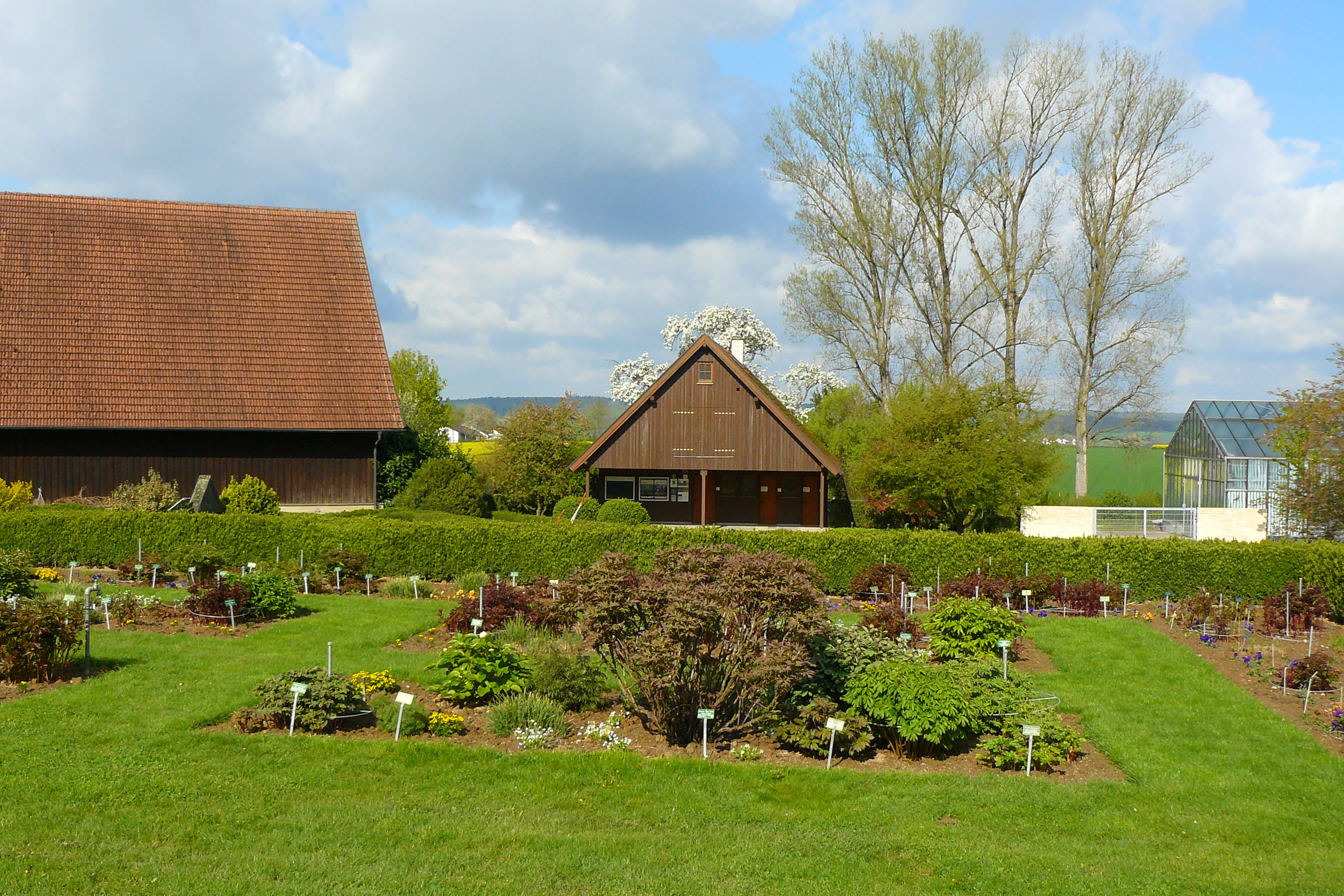
Lehr- und Versuchsgarten Tachenhausen

1961 konnte die damalige Staatliche Ingenieurschule für Landbau, die heutige Hochschule für Wirtschaft und Umwelt Nürtingen-Geislingen, das Hofgut Tachenhausen von der Stadt Nürtingen für die praxisorientierte Ausbildung ihrer Studierenden pachten und dort in den folgenden Jahren ein landesweit anerkanntes Lehr- und Versuchsgut aufbauen. Damals wurde auch ein Lehr- und Versuchsgarten mit verschiedenen Obstgehölzen, Ziersträuchern und Gewürzpflanzen angelegt.

## Verkehr
Nach Tachenhausen führt eine Privatstraße, die in Oberboihingen von der Tachenhäuser Straße abzweigt.